# Gola di Fanes
La gola di Fanes è un orrido naturale che si trova nella valle omonima nel parco naturale regionale delle Dolomiti d'Ampezzo, a 8 chilometri a nord-ovest di Cortina d'Ampezzo, in provincia di Belluno.
La gola al suo interno presenta una particolare conformazione rocciosa, che si può ammirare soprattutto dall'alto, attraverso alcuni punti panoramici, ma anche dal basso. 
Per questo motivo esistono diversi percorsi che dall'alto scendono all'interno della gola: in particolare vi sono due semplici mini-vie ferrate sulla sponda orografica destra (via ferrata Giovanni Barbara e Via ferrata Lucio Delaiti) ed un irto sentiero a zig-zag sulla parte sinistra.
Lungo i sentieri che portano all'orrido sono presenti numerosi cartelli che indicano in diverse lingue tra cui l'italiano, il latino e il ladino (lingua locale), il nome delle piante e degli arbusti.

## Percorsi

### Cascata di Fanes di Sotto
Una normale via per visitare la gola è la seguente: si arriva in macchina al parcheggio al Pian de Loa (1.364 m), che si trova pochi chilometri a nord-ovest da Cortina d'Ampezzo, sulla strada che porta a Dobbiaco (SS 51). Qui si prende il sentiero (n. 10) che porta al Ponte Alto-Ponte Outo (1.460 m), precisamente alle cascate.
Una volta che si è raggiunto, dapprima su stradina poi su sentiero sterrato, il ponte Alto un ponte sospeso a circa 80 metri, si può godere di una buona vista sulla forra di Fanes (fin qui all'incirca 1 ora). Da qui, a pochi metri di distanza partono due vie ferrate; per scendere in mezzo alla gola conviene prendere la via più "alta", la Via ferrata Giovanni Barbara, che ci costringerà a passare sotto le acque di una cascata.
La via parte quindi con una cengia a sinistra, che in pochi minuti fa intendere il suo percorso al di sotto della cascata, che si oltrepassa con particolare attenzione al suolo bagnato. Oltrepassata questa si passa una mini-forcella, e quindi ci si prepara per una ripida discesa giù nella gola, effettuabile attraverso qualche gancio di ferro a mo' di gradino, ma sempre assicurati dalla corda. In breve quindi ci si trova in mezzo alla gola del Rio de Fanes, dove si vede pienamente la cascata di Fanes di Sotto.
Data la bellezza e la semplicità della via ferrata conviene tralasciare il sentiero sulla sinistra e risalire per un'altra via ferrata, la Via ferrata Lucio Delaiti, che inizia dopo uno stretto, rigido e sospeso ponticello. La via non presenta particolari difficoltà, se non tre gradini lungo la cengia che ci fa risalire al Ponte Alto, da dove si era iniziata la prima discesa. Da qui è quindi possibile raggiungere nuovamente il parcheggio.

### Cascata di Fanes di Sopra
Per andare ad ammirare questa cascata si deve partire da un bivio che si è incontrato sul sentiero che si è percorso in precedenza, quello che indica una scorciatoia per la valle di Fanes, che sale attraverso uno stretto fossato in mezzo al bosco in direzione ovest, arrivando quindi alla strada di Fanes.
Da qui si prosegue sino alla località Sbarco de Fanes (1.730 m), dove più avanti si trova un sentiero (tracciato in blu), il Sentiero attrezzato alla cascata, che porta alla cascata di Fanes di Sopra.
Nuovamente si passa attraverso una corda al di sotto di una cascata, poi si risale una paretina di una decina di metri, e quindi una dorsale. Il percorso è quindi al termine e si può riprendere la strada di casa.

## Galleria d'immagini

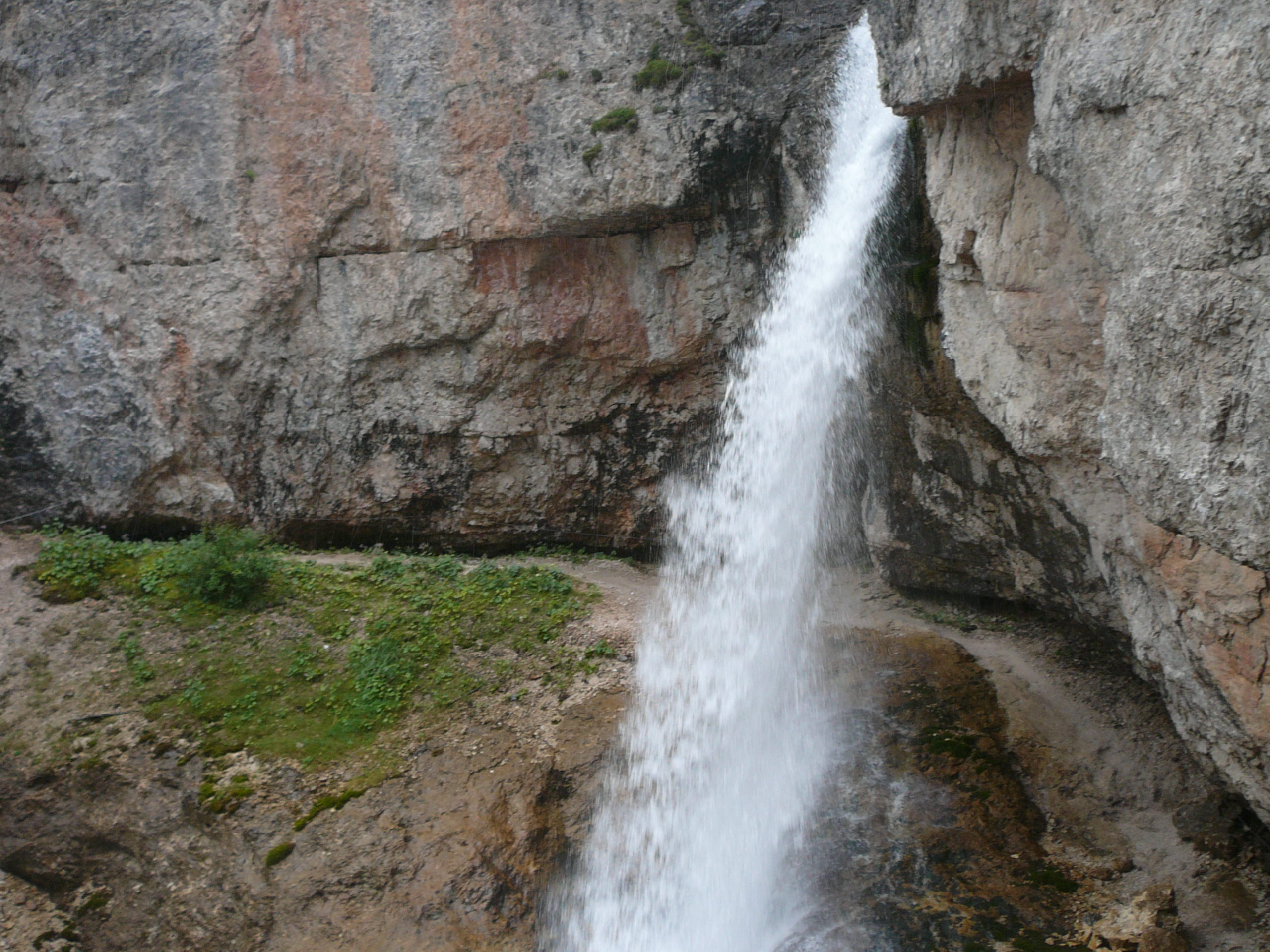
Il tratto della cengia della via ferrata che passa sotto la cascata di Sotto.
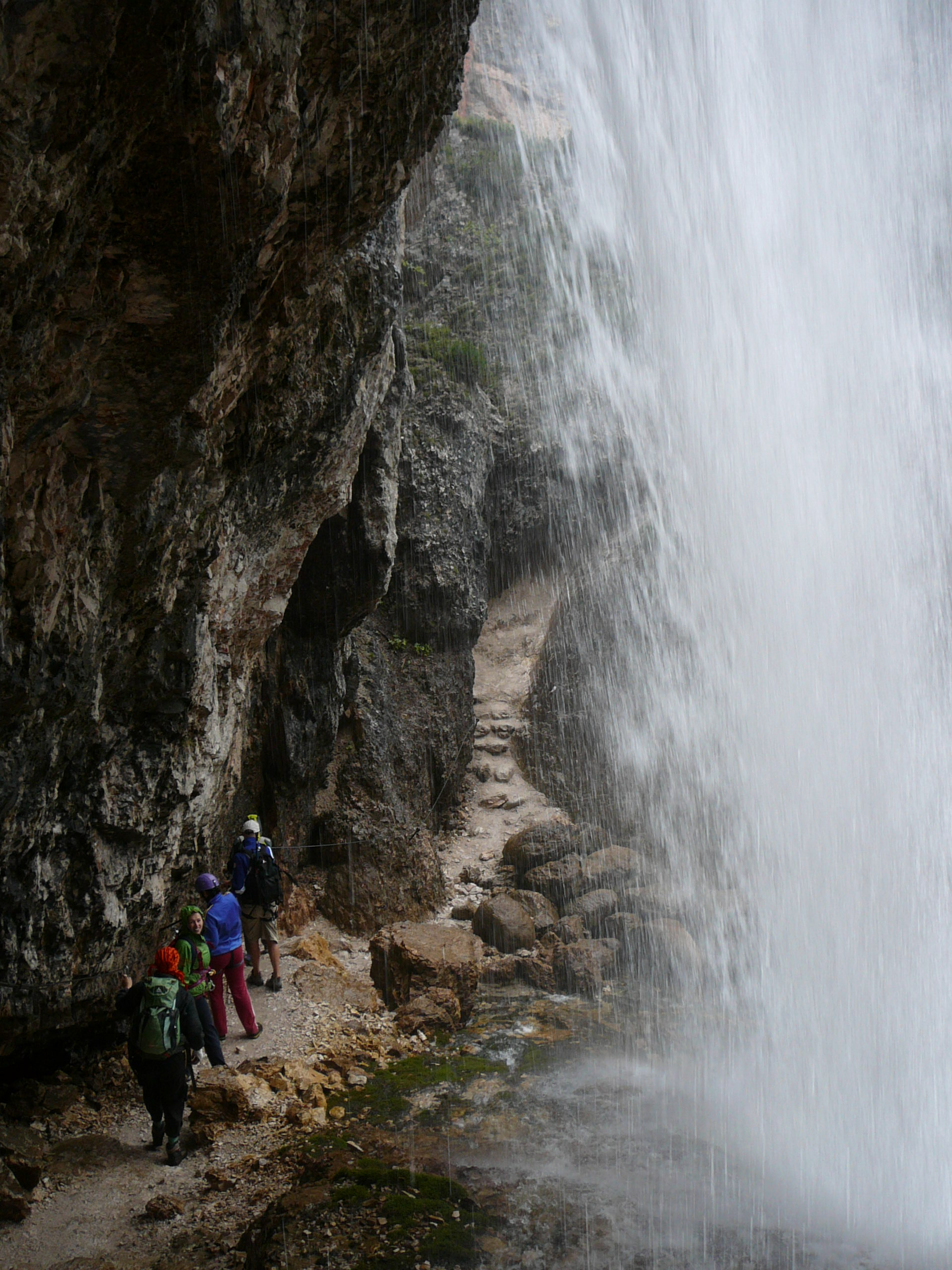
Sotto la cascata di Sotto.
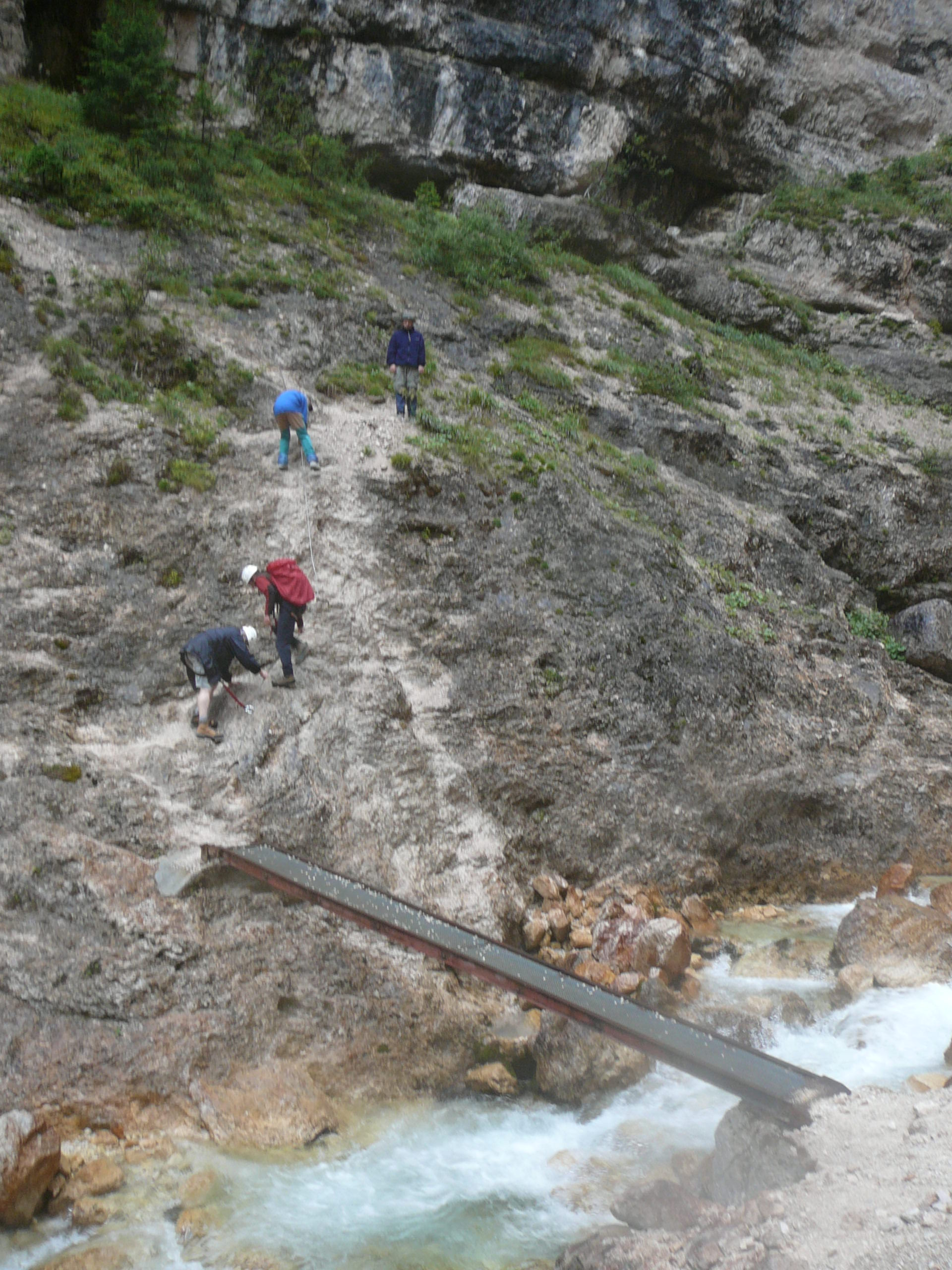
Il ponticello che risale la gola attraverso la via ferrata Lucio Delaiti.